# 올림픽 마라톤
올림픽 마라톤은 하계 올림픽에서 마라톤으로 경기를 겨루는 올림픽 경기 종목이다. 특히 하계 올림픽 육상 종목 중 100m 트랙 경기와 더불어 가장 하이라이트 종목으로 꼽힌다.

## 참고 자료
- “육상”. SR/Olympic Games. 2012년 11월 26일에 원본 문서에서 보존된 문서. 2011년 11월 21일에 확인함.
- “육상”. 국제 올림픽 위원회.